# Pelham (Geórgia)
Pelham é uma cidade localizada no estado americano de Geórgia, no Condado de Mitchell.

## Demografia
Segundo o censo americano de 2000, a sua população era de 4126 habitantes.
Em 2006, foi estimada uma população de 3929, um decréscimo de 197 (-4.8%).

## Geografia
De acordo com o United States Census Bureau tem uma área de 10,5 km², dos quais 10,5 km² cobertos por terra e 0,0 km² cobertos por água.

## Localidades na vizinhança
O diagrama seguinte representa as localidades num raio de 28 km ao redor de Pelham.